# Gutenberggalaxens nova
Gutenberggalaxens nova: en essäberättelse om Erasmus av Rotterdam, humanismen och 1500-talets medierevolution är en fackbok av Nina Burton utgiven 2016. Boken handlar om humanisten Erasmus av Rotterdam. Burton tilldelades Augustpriset 2016 i den facklitterära kategorin för boken.